# Ludwik Geyer
Ludwik Geyer (født 7. januar 1805 i Berlin, død 21. oktober 1869 i Łódź) var en forretningsmand og en af pionerene indenfor udviklingen af tekstilindustrien i Łódź og i Polen, og byggede den første dampdrevne tekstilfabrik i Kongress-Polen.
Geyer kom fra en fabrikantfamilie fra Sachsen. Hans far, Adam, ejede en bomuldsfabrik i Neugerzdorf ved Löbau i Oberlausitz. Ludwik begyndte at arbejde i farens fabrik. Forretningen gik imidlertid ikke særlig godt. I 1828 rejste familien til Łódź, som mange andre familier fra Storpolen, Schlesien, Sachsen og Tjekkiet, lokket af byens muligheder.
Geyer begyndte med et beskedent trykkeri, men med sine færdigheder begyndte fabrikken snart at udvikle sig hurtigt. I 1885 begyndte han at bygge et nyt, stort mekanisk spinderi og væveri, som med tiden blev kaldt "Den hvide fabrik". I modsætning til de andre fabrikker i byen, var fabrikken nemlig kalket og malet hvid. I sin tid var Ludwik Geyer den største forretningsmand i Łódź. I 1839 fik hans fabrikken Polen og Ruslands første dampmaskine. Sådan begyndte mekaniseringen af tekstilindustrien i Łódź, og røgfyldte fabrikskorstene blev et af byens kendemærker.
Af forskellige grunde gik forretningen ind i en økonomisk krise i 1850'erne. Dette resulterede i, at Geyer ikke havde resurser nok til at konkurrere med den nye fabrikantstjerne Karol Scheibler, som åbnede et enormt spinderi i 1855. Det største nederlag for Geyer var den amerikanske borgerkrig i 1861. Kun de mest økonomisk stabile fabrikanter kunne overleve "bomuldssulten" efter den amerikanske bomuldseksport til Europa ophørte.
Ludwik Geyer døde, efter at være gået konkurs, i 1869 og blev begravet på Den gamle kirkegård i Łódź. Til trods for at fabrikantkarrieren blev et nederlag, satte Ludwik Geyer dybe spor efter sig i Łódź’ historie. Byens udvikling i årene 1830-1860 var til en vis grad hans fortjeneste. Ved at forbedre teknikken og indføre nye maskiner (særligt dampmaskiner) bidrog han desuden til industriudviklingen i Polen.
Til trods for at Luwik Geyers familie oprindeligt var tysk, opfattede familiemedlemmerne sig som polakker. Robert Geyer, Ludwiks barnebarn, ville i 1939 ikke frasige sig sin polskhed og blev derfor likvideret af Gestapo i sin villa ved Piotrkowska-gaden 280.